# Gustavo Pons Muzzo
Gustavo Octavio Pons Muzzo (Tacna, 12 de septiembre de 1916 - Lima, 6 de febrero de 2008) fue un historiador y profesor peruano.
Nacido en Tacna, entonces en poder de Chile. A los nueve años de edad se trasladó a Lima con su familia, donde cursó sus estudios escolares. Luego ingresó a las facultades de Letras, de Derecho y de Educación de la Universidad Mayor de San Marcos. Se doctoró en Historia y se dedicó a la docencia en varios colegios de Lima, así como en su alma mater universitaria.
Gracias a su experiencia como profesor, empezó a editar libros sobre historia del Perú para alumnos de educación secundaria, volúmenes que fueron de uso obligatorio para muchas generaciones de peruanos. También es autor del libro Las fronteras del Perú y de otras obras que tratan sobre las relaciones internacionales del Perú con los países vecinos. Otro de sus intereses historiográficos fue la figura del Libertador José de San Martín. Aunque especializado en la época de la República, fue un conocedor de todas las etapas de la historia peruana, desde la época precolombina hasta el siglo XX.
Gracias a su labor pedagógica, fue reconocido con la Orden de las Palmas Magisteriales en el grado de Amauta, máximo galardón educativo otorgado en el Perú. También recibió la Orden del Sol del Perú en el grado de Gran Cruz.

## Biografía

### Nacimiento y niñez
Gustavo Pons Muzzo nació el 12 de septiembre de 1916 en la ciudad de Tacna, entonces bajo administración de Chile, como hijo del comerciante peruano Bartolomé Pons Salleres y la tacneña Elsa Muzzo Vázquez. Hermano de Gastón Pons Muzzo, quien llegó a ser rector de la Universidad Mayor de San Marcos y Alfonso Pons Muzzo, pionero de la Ingeniería Sanitaria en Perú.
Inició sus estudios escolares en el Liceo de Tacna. Por entonces, esta ciudad se hallaba sometida a una política de chilenización, a la espera de un plebiscito que decidiría su permanencia en Chile o su retorno al Perú. Ante las restricciones que sufrían los peruanos, la familia Pons Muzzo se vio obligada a abandonar la ciudad en 1925, partiendo rumbo a la capital peruana por vía marítima.

### Estudios
Instalado en Lima, Gustavo estudió en el Colegio Salesiano y en el Colegio Nacional Nuestra Señora de Guadalupe.
Concluida su educación secundaria, ingresó a la Universidad Nacional Mayor de San Marcos a las Facultades de Derecho, Letras y Educación. Allí fue discípulo y asistente –y después amigo– del historiador Jorge Basadre, quien también era natural de Tacna. Una de sus grandes satisfacciones fue haber recibido una dedicatoria de Basadre en su obra Historia de la República del Perú, cuyo primer tomo se publicó en 1939 y en cuya bibliografía trabajó Pons Muzzo. Dicho episodio lo consideró su partida de nacimiento como historiador.
Cuando obtuvo el grado de bachiller (1940) dudó entre seguir un doctorado en Derecho o en Historia. Y entonces recibió el consejo de su hermano mayor Julio: Que sea Historia, porque cada vez que leía un periódico buscaba noticias con datos históricos.
Se graduó de doctor en Letras (1943), con la tesis Historia del conflicto entre el Perú y España, y luego de doctor en Educación (1947), con la tesis Hacia una solución del problema de la educación nacional, trabajo por el que obtuvo, al año siguiente, el Premio Nacional de Fomento a la Cultura.

### Profesorado
Su primera experiencia como profesor lo realizó en el Colegio Dalton (colegio privado). Después, enseñó en la Gran Unidad Escolar Alfonso Ugarte y en el Colegio Militar Leoncio Prado donde fue jefe de los cursos de Historia del Perú (1944-1950) y Director de Estudios (1950-1952). Luego fue director de la GUE Emilio R. Nosiglia (1952-1954) y de la GUE Ricardo Bentín (1954-1957).  También enseñó en la GUE Mariano Melgar.
Finalmente, fue promotor del Colegio San Julián de Barranco, cuyo nombre fue dado en honor a su hermano mayor Julio, colegio que ya no existe.
También enseñó en su alma mater, la Universidad Nacional Mayor de San Marcos, asumiendo los cursos de Historia de América y Metodología de la enseñanza de la Historia. Asimismo, fue docente en la Universidad Nacional de Ingeniería y en la Universidad Católica, donde tuvo a su cargo la cátedra de problemas pedagógicos peruanos.
Gracias a su experiencia como profesor, empezó a escribir una serie de libros sobre historia del Perú para los cinco años de educación secundaria, los mismos que fueron reeditados continuamente de 1950 a 1990. La serie comprendía los siguientes volúmenes (que fue variando de acuerdo a los cambios de la currícula oficial):
- Periodo autóctono (1.º año)
- Periodo de influencia hispánica (2.º año)
- Época de la Emancipación (3.º año)
- Época de la República (4.º año)
- Historia de la Cultura Peruana (5.º año)

### Comisiones
Desde diciembre de 1945 hasta noviembre de 1946, integró la Comisión Especial del Ministerio de Relaciones Exteriores que evaluó la propuesta del gobierno de Chile para dar a Bolivia salida al mar mediante un corredor al norte de Arica, en la frontera con el Perú.
Formó parte de la comisión especial para determinar la autenticidad de la letra del Himno Nacional del Perú (1982). Al respecto, sostuvo que la letra oficial es la de José de la Torre Ugarte.
También integró la comisión peruana para la celebración del Quinto Centenario del Descubrimiento de América (1992-1993).

### Contribuciones

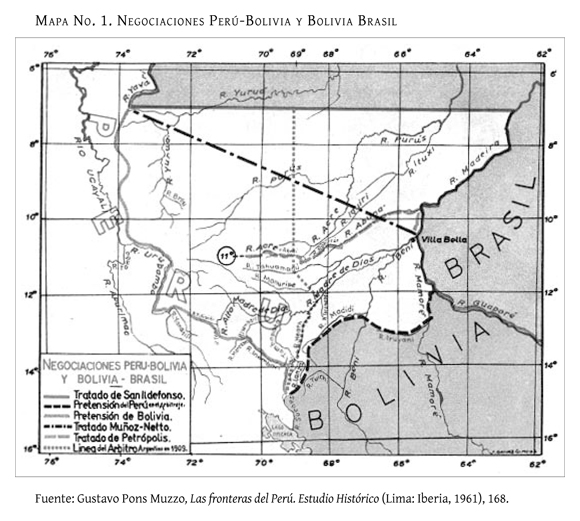
Mapa de la disputa territorial del Acre entre Perú, Brasil y Bolivia. Dicho mapa se encuentra en el libro de Pons Las Fronteras del Perú, Estudio Histórico.

Contribuyó a la fundación de la Gran Unidad Escolar Ricardo Bentín.  Promovió la fundación de sociedades e institutos de Historia como el Centro de Altos Estudios Militares del Perú, la Sociedad Peruana de Historia, el Instituto Sanmartiniano del Perú, la Benemérita Sociedad Fundadores de la Independencia y el Instituto Libertador Ramón Castilla, de muchos de los cuales fue miembro vitalicio.

### Distinciones y reconocimientos
Gracias a su labor pedagógica, el gobierno peruano lo reconoció con la Orden de las Palmas Magisteriales en el grado de Amauta, máximo galardón educativo otorgado en el Perú. También recibió la Orden El Sol del Perú en el grado de Gran Cruz (1995).
Fue también distinguido como Doctor Honoris Causa por la Universidad Nacional Jorge Basadre Grohmann, una de las más importantes de Tacna.

### Publicaciones
Fue autor de libros y textos escolares de historia del Perú.
- Textos oficiales de Historia del Perú para los cinco años de educación secundaria (reeditados entre 1950 a 1990).
- Educación para los jóvenes peruanos; hacia una doctrina de la educación nacional (1953).
- Las fronteras del Perú (1962).
- Historia del conflicto entre el Perú y España, 1864-1866 (1966).
- Política educativa del Estado peruano (1966).
- Homenaje a Barranco (1969).
- El gobierno protectoral del Libertador Generalísimo José de San Martín (1971).
- Compilaciones para la Colección Documental de la Comisión Nacional por el Sesquicentenario de la Independencia:
  - La Expedición Libertadora (3 volúmenes, 1971).
  - Símbolos de la patria (1974).
  - Primer Congreso Constituyente de 1822. (3 volúmenes, 1973-1975), en coautoría con Alberto Tauro del Pino.
- Compendio de la historia del Perú (1978).
- La Ley N.°1801 y la letra auténtica del Himno Nacional. (Lima: Librería Distribuidora Bazar San Miguel. 1983)
- El coronel Francisco Bolognesi y el expansionismo chileno (1987).
- Estudio histórico sobre el Protocolo de Río de Janeiro (1994).
- Breve reseña histórica de los límites fronterizos Perú-Ecuador (1995).
- Del Tratado de Ancón a la Convención de Lima. Una historia de la política exterior chilena desde la firma del Tratado de Ancón a la actualidad (1999).
- Estudio histórico sobre el Protocolo de Río de Janeiro (1994).
- Enciclopedia de Historia del Perú para niños. (2008, en coautoría con su hija María Elsa).[5]